# Kościół św. Maksymiliana Marii Kolbego w Magnuszowicach
Kościół św. Maksymiliana Marii Kolbego – rzymskokatolicki kościół filialny położony w Magnuszowicach. Świątynia należy do parafii Trójcy Świętej w Graczach, w dekanacie Niemodlin, diecezji opolskiej.

## Historia kościoła
Świątynia została wybudowana w latach 1981–1989, z inicjatywy ówczesnego proboszcza parafii w Graczach, księdza Kazimierza Kozołupa. Kamień węgielny poświęcił podczas pielgrzymki w 1983 roku, papież Jan Paweł II na Górze Świętej Anny. Konsekracji kościoła dokonał w 1989 roku biskup Antoni Adamiuk.